# Stallung (Flächenmaß)
Stallung war ein böhmisches Flächenmaß für Waldgebiete. Das Maß ist bereits schon 1635 erwähnt worden.
- 1 Stallung = 40 Strich oder 11,5 Hektar (nach Johann Gottfried Sommer[1] mit 60 Strich angegeben)[2]